# Kollaboration
Kollaboration innebär att samarbeta med andra för att lösa en gemensam uppgift, ofta nedsättande i betydelsen att samarbeta med fienden.
Synonymer till kollaboratör är "fiendevän", "förrädare", "quisling". Ursprungligen hade dock kollaboration en mera neutral betydelse. 